# Norraca celebica
Norraca celebica är en fjärilsart som beskrevs av Sergius G. Kiriakoff 1970. Norraca celebica ingår i släktet Norraca och familjen tandspinnare. Inga underarter finns listade i Catalogue of Life.